# Seelenarbeit

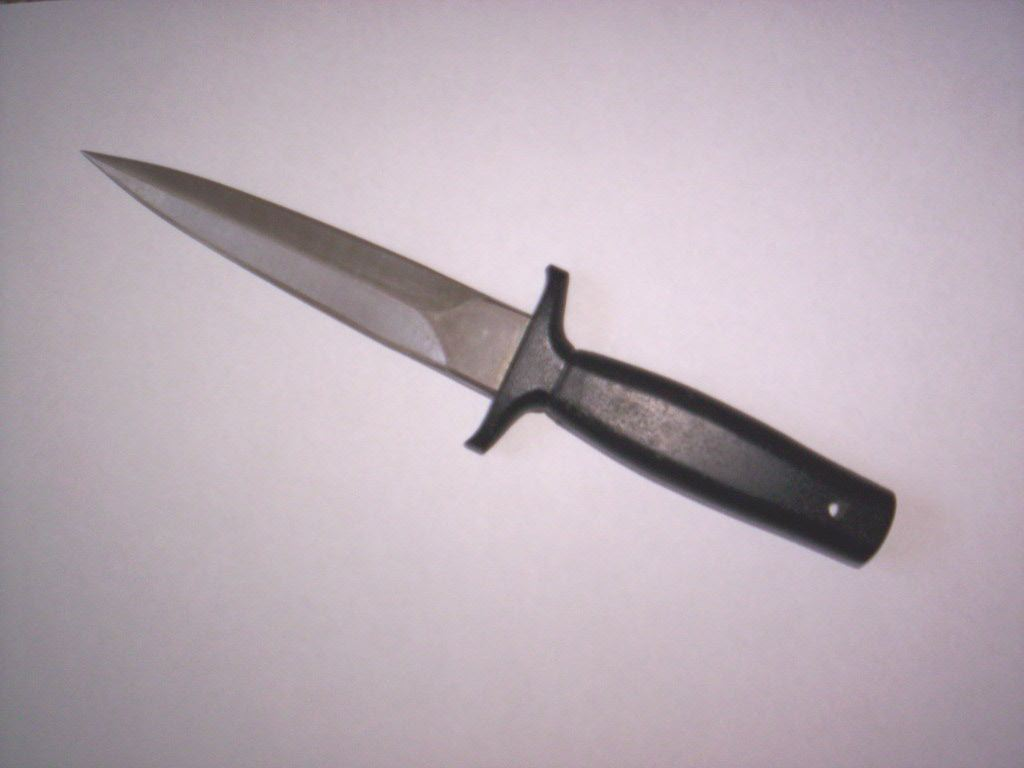
Dolch

Seelenarbeit ist ein Roman von Martin Walser. Er erschien 1979 im Suhrkamp Verlag.

## Inhalt
Xaver Zürn lebt auf dem Hungerbühler Hof in Wigratsweiler, einem kleinen Ort im Hinterland des Bodensees. Der Hungerbühler Hof ist das einzige Haus in Wigratsweiler, dessen Dach neu gedeckt werden sollte, und er liegt als einziges Haus so dicht an der Gastwirtschaft Zur Frohen Aussicht, dass seine Bewohner nächtens durch den Lärm der aufbrechenden Gäste und die Abschiedsrufe der Wirtin Margot gestört werden. Xaver Zürn hat am Rand seines Grundstücks schon 22 Tannen gepflanzt, um sich abzuschotten, doch Margots Stimme durchdringt jede Barrikade – zumal Zürn, als Margot heiratete, feststellen musste, dass er seine ganze Jugend über geglaubt hatte, sie werde einmal ihn heiraten und nicht den dicken Koch Sepp Mehl.
Xaver selbst hat dann Agnes Guldin geheiratet, die von einem großen Bauernhof stammt und sich deswegen das Recht herausgenommen hat, Xavers Elternhaus neu einzurichten – alte Möbel und Vertäfelungen, wie sie einst auch auf dem Hungerbühler Hof zu finden waren, sieht Xaver nun hin und wieder in den Wohnstätten der Arrivierten. Mit Agnes ist das erste Klavier nach Wigratsweiler gekommen, und die beiden Töchter des Ehepaars, nun 16 und 18 Jahre alt, haben Musikunterricht erhalten und wurden aufs Gymnasium nach Friedrichshafen geschickt.
Auf dem Gelände rund um das Wohnhaus betreiben Agnes und Xaver noch Obst- und Beerenanbau, doch die eigentliche Landwirtschaft hat Xavers Bruder Georg übernommen. Zwei weitere Brüder sind nicht mehr am Leben: Johann, einst ein erstklassiger Schüler in der Klosterschule Wurzach, ist im Zweiten Weltkrieg bei der Verteidigung Königsbergs gefallen, Jakob, ein hervorragender Schütze, in Karelien vermisst. Die Haupteinnahmequelle, von der die Familie Zürn lebt, ist Xavers Arbeit als Fahrer des Direktors der Gleitze-Werke. Die Familie Gleitze stammt aus Königsberg, hat die Zerstörung ihrer Heimatstadt ohne persönliche Verluste überlebt und ist auch im Westen wirtschaftlich erfolgreich. Einer der drei Brüder Gleitze, Albert, kommt nur einmal jährlich aus den USA zu Besuch, die beiden anderen leben und arbeiten im Bodenseeraum. Dieter Gleitze, Xaver Zürns Arbeitgeber, haust in Oberhof, einem Teilort von Tettnang, zeichnet sich durch ungeheuren Fleiß aus und hat es sich zum Ziel gesetzt, über die bedeutenderen Aufführungen von Mozart-Opern in der zweiten Hälfte des 20. Jahrhunderts ein Buch zu schreiben, das er im Jahr 2001 beendet haben will. Aus diesem Grund, so setzt er seinem Fahrer einmal auseinander, sei es unbedingt erforderlich, dass er die Jahrtausendwende noch erlebe, und daher brauche er einen so zuverlässigen Fahrer wie Xaver Zürn, der weder rauche noch trinke und außerdem einmal deutscher Meister im Kleinkaliberschießen gewesen sei. Dieses Bild Xavers entspricht allerdings nicht ganz der Wirklichkeit: Meister Köberle, unter dem Xaver einst in einer Werkstatt gearbeitet hat, hat die Beschreibung des jungen Mannes, den er empfohlen hat, ein wenig geschönt. Die Meisterschaft im Schießen hat, noch während des Dritten Reichs, nicht Xaver gewonnen, sondern sein Bruder Jakob hätte sie beinahe gewonnen – wenn nicht beim Zählen der Treffer aufgefallen wäre, dass auf der Schießscheibe seines Nebenmannes 61 und auf seiner eigenen nur 59 Einschüsse zu verzeichnen waren. Jakob hat offenbar nach dem Nachladen den Kopf gehoben, irrtümlich auf die fremde Scheibe gezielt und damit seine Chance auf den Titel vertan.
Xaver Zürn möchte seit Jahren den Irrtum seines Chefs über ihn, den Fahrer, klarstellen, und seit Jahren möchte er ihm auch mitteilen, dass sein Bruder Johann in Königsberg ums Leben gekommen ist. Doch er kommt nie zu Wort. Ein einziges Mal hat Gleitze ihm gegenüber persönliche Informationen preisgegeben und von seiner Familie in Königsberg erzählt. Doch auch hier war der Informationsfluss einseitig. Zürn konnte kein Antwort auf den Redeschwall Gleitzes geben.

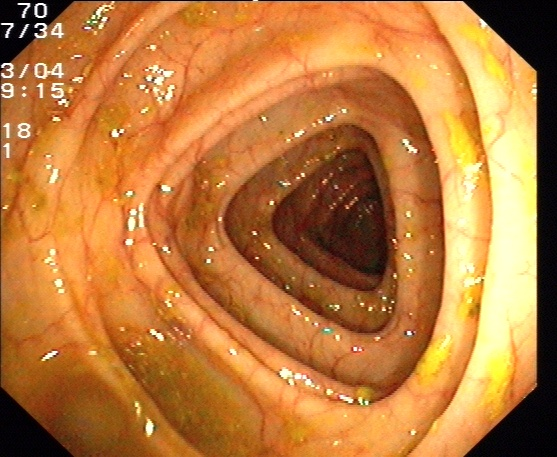
Dickdarm

Seit Jahren also fährt Zürn Dieter Gleitze, dessen Kollegen, Freunde und Familie zu Meetings, Opernaufführungen und Treffen ehemaliger Königsberger, seit Jahren hört er die Gespräche auf dem Rücksitz mit und gibt im Geist darauf Antworten. In der Realität hat er nur zu funktionieren und ist in das Rollenbild des treuen, abstinenten ehemaligen Kleinkalibermeisters gezwängt, in das er mehr oder weniger zufällig hineingeraten ist. Längst leidet er unter dieser Situation. Er hat ununterbrochen Bauchschmerzen und Probleme mit der Verdauung. An dem Maimorgen, an dem die Erzählung einsetzt, erhebt er sich nach einer weitgehend durchwachten Nacht gerädert aus dem Bett, muss feststellen, dass das Abführmittel, das er vor der langen Fahrt nach Düsseldorf genommen hat, nicht rechtzeitig gewirkt hat, und macht sich auf einen anstrengenden Tag gefasst. In der Tat hat er auf dieser Reise schwer zu leiden. Während er Dr. Gleitze, Direktor Trummel und den Ingenieur Ruckhaberle zu ihrem Termin im Savoy in Düsseldorf transportiert, beginnt das Mittel zu wirken und Xaver hat einen wilden Kampf mit seinen Eingeweiden zu führen, weil offenbar die drei Herren Ausscheidungen irgendeiner Art nicht nötig haben und infolgedessen keine Toilettenpause eingelegt wird. Währenddessen hört er außerdem, dass Trummel mit einem Mitarbeiter im Alarmanlagen-Vertrieb nicht mehr zufrieden ist, fasst sofort einen Verdacht und sieht diesen bald darauf bestätigt: Es handelt sich um seinen Vetter Konrad Ehrle, der auch der Familie schon einige Sorgen bereitet hat. Ehrle pflegt zu viel zu trinken und dann Reden zu halten, in denen er erzählt, was er alles nicht mit sich machen lasse. Zürn ist daher peinlich darauf bedacht, dass Gleitze und Konsorten von dem Verwandtschaftsverhältnis nichts erfahren.
Als Zürn die drei Herren endlich am Savoy abgesetzt und sich dann auf der Bahnhofstoilette erleichtert hat, muss er gegen den Wunsch ankämpfen, sich etwas zu kaufen. Dieser Wunsch ist in letzter Zeit immer häufiger aufgetreten. Xaver pflegt Manschettenknöpfe oder noch lieber Messer zu kaufen, obwohl er deren schon fünf hat. Eines davon führt er im Handschuhfach mit.
Ruckhaberle lässt sich später von Zürn auf den Bahnhof bringen und kehrt mit dem Zug an den Bodensee zurück, während die beiden anderen Herren noch nach Köln zu bringen sind, wo sie im Dom-Hotel absteigen und wo Gleitze noch in die Oper geht. Zürn selbst ist in dem deutlich bescheideneren Hotel Drei Kronen untergebracht, was ihn gleich wieder daran erinnert, wie er sich in dem zugigen Frühstücksraum einmal eine schwere Erkältung zugezogen hat. Schon steigen die Aggressionen wieder in ihm auf: „Fünf Wochen Unannehmlichkeiten jeder Art. Das ist doch eine Form der Körperverletzung. Wenigstens jetzt sofort einen Aschenbecher in dieses verglaste Mittelmeerbild werfen, und wenn sie kommen und fragen, ihnen ins Gesicht schreien. Ja, mußte er sich denn alles gefallen lassen? Und wann, wann endlich würde er Schluß machen? Hineinschlagen, nichts als hineinschlagen in das nächstbeste Gefrieß, Heilandzack! Andauernd alles hinunterwürgen. Alles. Andauernd. Wie lang denn noch? Xaver preßte mit Daumen und Zeigefinger die Augen zu. In seiner Vorstellung blitzte das Messer [...]“ Schon an diesem Abend will Xaver zu Hause bei Agnes anrufen, verzichtet aber darauf, weil er ja erst morgens losgefahren ist und ein Ferngespräch vom Hotel aus zu teuer wäre. Anderntags fährt er die Herren nach Gießen, dann geht es weiter nach Heidelberg, von wo aus auch Frau Trummel mitfährt. Xaver, der damit gerechnet hat, an diesem Abend noch nach Hause zu kommen, erhält den Auftrag, das Ehepaar Trummel in Stuttgart abzusetzen und dann Gleitze noch nach München zu bringen, wo dieser eine Figaro-Aufführung besuchen möchte. Als er ihn anderntags in einem Lokal abholen soll, bestellt Gleitze, wie er das regelmäßig zu tun pflegt, eine große Portion Eis mit Schlagsahne für Xaver Zürn. Dieser ist über Gleitzes Vorstellung, ein alkoholfeindlicher nichtrauchender ehemaliger Kleinkalibermeister esse am liebsten Süßes, wie immer innerlich empört und lässt sich wie immer nichts anmerken. Er bringt Gleitze auf seiner Lieblingsstrecke nach Hause und ist schon im Begriff, von Tettnang-Oberhof aufzubrechen, als die Haushälterin der Gleitzes, Aloisia, ihn aufhält: Er solle noch einen Flügel abholen, der in Hottingen bei Zürich stehe. Zu diesem Zweck muss Xaver erst in Markdorf einen Transporter, den Transportarbeiter Hermann Lustig, der aus Schlesien stammt, und zwei türkische Helfer abholen. Den Flügel, den Gleitze zum 50. Geburtstag bekommen soll, hat ein lungenkranker Königsberger Komponist in die Schweiz gebracht. Xaver transportiert den Flügel nach Tettnang-Oberhof, dann bringt er den Transporter nach Markdorf zurück, dann fährt er die Türken in ihr Quartier in Unterraderach und Lustig nach Eriskirch.
Als er endlich, fast ohnmächtig vor Sehnsucht nach Agnes, nach dieser Odyssee auf dem Hungerbühler Hof ankommt, überfällt ihn Agnes sofort mit Berichten über die beiden pubertierenden Töchter. Julia, die einen neuen Freund nach dem anderen hat, ist jetzt, um halb zwei Uhr in der Nacht, noch nicht zu Hause, und Magdalena verweigert so gut wie jeden Kontakt mit der Mutter. Xaver Zürns Aggressionen richten sich jetzt gegen die Kinder bzw. gegen seine Frau, die sich nicht darum bemüht hat, ihm eine andere Heimkehr zu ermöglichen: „Wenn ihr an einem anderen Verlauf seiner Heimkehr gelegen wäre, hätte sie es fertig bringen müssen, diese ewige Kindermisere nicht gleich in der ersten Nacht aufzutischen. Sie hätte es fertig bringen müssen, Julia so zu bedrohen oder zu bestechen, daß die vor zwölf heimgekommen wäre.“
Aber Agnes hat andere Prioritäten. Sie sorgt sich um die Töchter, sie bewundert Meister Köberles Tochter Sabine, die im Gegensatz zu ihren eigenen Sprösslingen zielstrebig und angepasst auf das Abitur lernt und nebenbei noch sozial engagiert ist, sie verschweigt dem Ehepaar Gleitze, als dieses einmal auf dem Hungerbühler Hof erscheint und nach Xaver Zürn fragt, auch nicht, dass dieser gerade den problematischen Vetter Konrad Ehrle besucht, und sie verschweigt Gleitze auch nicht die Darmprobleme ihres Mannes. Daraufhin wird Xaver Zürn sofort zur Untersuchung ins Universitätsklinikum Tübingen geschickt und eine Woche lang Darmspiegelungen, Röntgenaufnahmen, endoskopischen Magenuntersuchungen und ähnlichen Prozeduren unterworfen, bis man endlich herausgefunden hat: „Wir haben es, wir haben es ganz sicher: es ist ganz sicher nichts.“ Anstatt so beglückt zu sein, wie die Ärzte es von ihm erwarten, empfindet Xaver Zürn nach diesem Ergebnis das Gefühl einer „durchdringenden Erfolglosigkeit“. Auf der Heimfahrt nach Wigratsweiler geht ihm plötzlich auf, woran das liegt: „Er hatte ein anderes Gefühl von sich als die von ihm hatten. Die Gleitzes. Und der Unterschied wurde nicht kleiner, sondern größer. Agnes tut sich leicht, ihn ehrsüchtig zu nennen [...] Sie hatte keinen Dr. Gleitze und keine Frau Dr. Gleitze über sich. Jetzt begriff er, warum Agnes in fast allen Diskussionen über seine Arbeit den Standpunkt der Gleitzes besser verstand als seinen [...] Er kannte keinen, nicht einen, der von ihm dachte, wie er über sich dachte. Es gab keinen, dem er je hätte sagen können, wie er über sich dachte. Der Unterschied kam ihm zu groß vor. Noch schlimmer: er hätte gar nicht mehr sagen können, wie er über sich selber dachte. Er spürte nur den Unterschied.“ Entsprechend aggressiv wirft er, nach Hause zurückgekehrt, seiner Frau auch vor, sie habe seine Leiden gegenüber seinem Chef übertrieben und er stehe nun wie ein Simulant da. Doch Agnes entwaffnet ihn mit der Bemerkung, die Ärzte wüssten auch nicht alles.

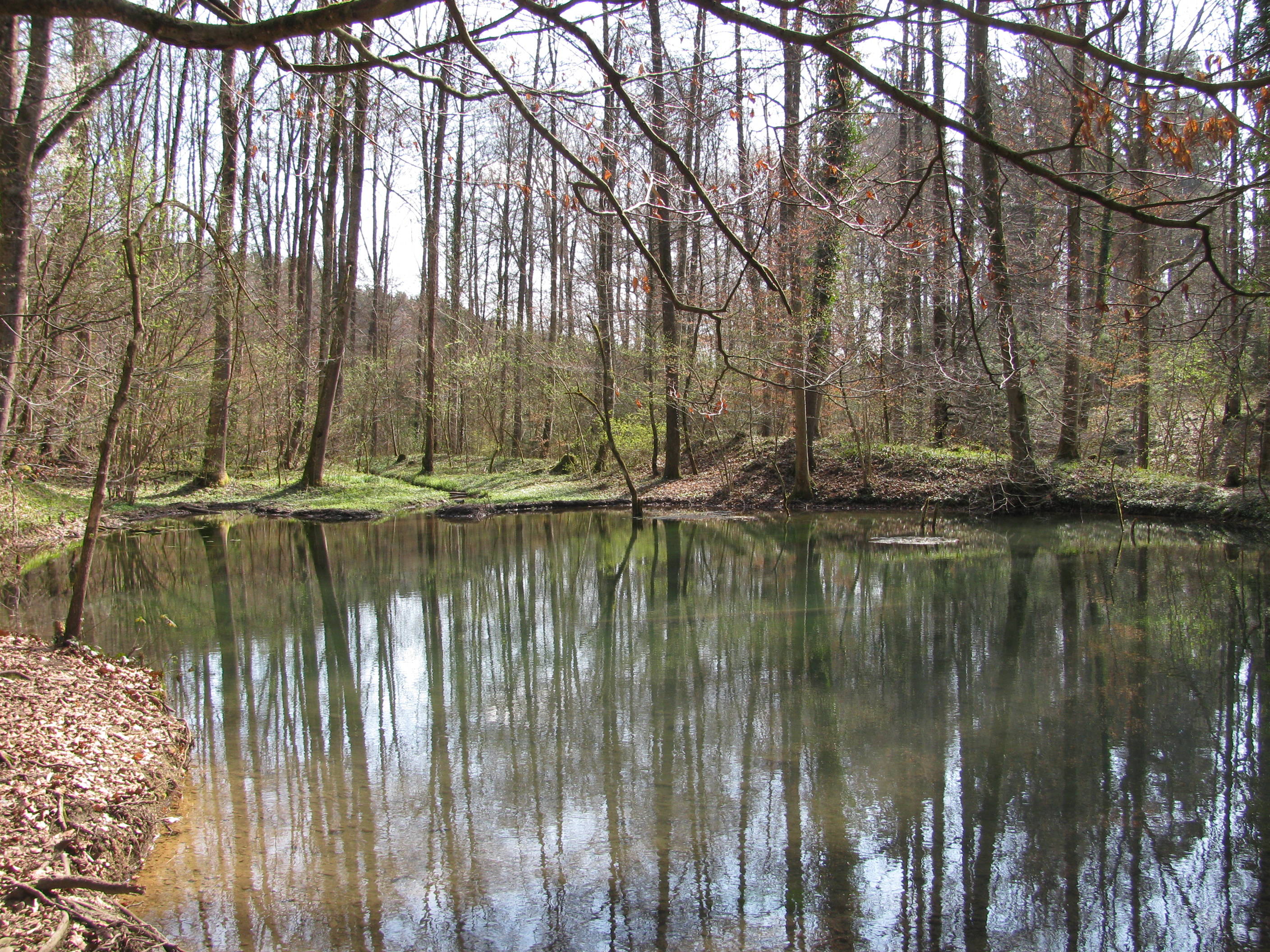
Tettnanger Wald

Bei einer seiner nächsten Fahrten muss Zürn Dr. Gleitze nach Stuttgart bringen und lange auf ihn warten. Entgegen seinen Gewohnheiten betritt er eine Kneipe und trinkt dort Bier. Prompt kommt es zu einem Zwischenfall; zwei Betrunkene werden gegeneinander handgreiflich. Zürn müsste eigentlich als Zeuge der Schlägerei an Ort und Stelle bleiben, entfernt sich aber schleunigst, ehe die Polizei eintrifft, um seinen Chef nicht warten zu lassen. Dieser taucht verspätet und in Gesellschaft mehrerer angeheiterter Personen auf; es wird sehr spät, bis Xaver Zürn und Dr. Gleitze wieder Richtung Bodensee fahren. Zum ersten Mal geschieht es auf dieser Fahrt, dass Gleitze Zürn unterwegs bittet, er möge kurz anhalten. Während Gleitze seine Blase entleert, holt Zürn sein Messer aus dem Handschuhfach und gibt sich Gewaltphantasien hin. Es geschieht nichts weiter, Gleitze kommt lebend und unbeschädigt zu Hause an, aber er hat wahrgenommen, dass sein Fahrer ein Messer mit sich führt.
Anderntags taucht Xaver Zürns Nachfolger auf dem Hungerbühler Hof auf: Der vierzigjährige Xaver werde für den aufreibenden Beruf als Privatchauffeur doch allmählich zu alt, Gleitze habe wohl auch wahrgenommen, dass er doch nicht immer auf Alkohol verzichten könne, und deshalb solle er jetzt erst einmal seinen angesammelten Urlaub nehmen und werde anschließend als Gabelstaplerfahrer im Werk 2 weiterbeschäftigt. Zürn, der den jungen Mann vor der Haustür abgefangen hat, stellt diese Degradierung Agnes gegenüber so dar, als habe er sie selbst in die Wege geleitet, und ist höchst überrascht, als seine Frau ihm glücklich um den Hals fällt: Sie habe ja nie etwas sagen wollen, weil Xaver seinen Chef immer so sehr gelobt und positiv dargestellt habe, aber sie sei über diesen Wechsel unendlich froh, denn Gleitzes seien keine guten Leute.
Auf seinem täglichen Gang in den Wald kann Xaver Zürn nun all die Messer, die er im Laufe der Jahre gekauft hat, sowie die Abschiedsgeschenke der Familie Gleitze in einem Gewässer versenken, dessen Blätterarchiv er schon seit jeher anvertraut hat, was ihn belastet hatte oder was er loswerden wollte.

## Bezüge zu anderen Werken Walsers
Wie es mit Xaver Zürn weitergeht, erfährt man in einem anderen Roman Walsers. Zwei Monate hält er es als Gabelstaplerfahrer aus, dann kündigt er, kauft sich einen gebrauchten Lastwagen und macht sich selbstständig. Er arbeitet nun zwar fast Tag und Nacht, aber er besitzt jetzt immerhin, womit er arbeitet. Dies wird allerdings eher beiläufig erwähnt; Xaver Zürn tritt in keinem weiteren Roman Walsers als Hauptperson auf. Seelenarbeit gehört aber zu der Reihe von Walser-Romanen, deren Helden, allesamt aus der Bodenseeregion stammend, in der Regel mit Zugezogenen zu tun haben, die beruflich erfolgreicher sind als sie selbst. Unter den Kränkungen, die die Kontakte mit diesen Personen mit sich bringen, sowie unter dem Nicht-wahrgenommen- oder Nicht-verstanden-Werden leiden Walsers Romanhelden unendlich und oft tragikomisch. All diese Helden sind miteinander verwandt. Die Reihe beginnt mit Franz Horn, der Hauptperson in Jenseits der Liebe (1976) und Brief an Lord Liszt (1982). Horn, ein Vetter Zürns, wird nach einem Selbstmordversuch von seinem Chef, Herrn Thiele, der „Chemnitzer Zähne“ produziert, gerettet und muss ähnlich wie der aus der Universitätsklinik entlassene Xaver Zürn konstatieren, dass er selbst mit Katastrophen keinen Erfolg hat: Es gelingt ihm nicht, sich umzubringen, so wie Xaver Zürn nicht mit der Diagnose einer schrecklichen Erkrankung heimkehren kann. Im Brief an Lord Liszt kann Franz Horn dann einem Mitarbeiter, der ihn einst gemobbt und entthront hat, erläutern, was diesem nun seinerseits von einem noch jüngeren und noch exotischeren Mitarbeiter angetan wird. Jörg Magenau schrieb über solche Walser-Helden: „Zu Feindschaften sind diese Helden kaum in der Lage. Stattdessen stellt sich immer wieder heraus, daß sie ihre Konkurrenten lieben müssen, weil sie Konkurrenz nur als Freundschaftsbemühung ertragen können.“
Der erste Promovierte in der weitverzweigten Verwandtschaft der Horns und Zürns ist Dr. Gottlieb Zürn, der Immobilienmakler, dem keine Abschlüsse mehr gelingen und der das schöne Jugendstilhaus, in das er sich verliebt hat, nicht vor dem Abriss retten kann. Er wird sowohl in Seelenarbeit als auch in Brief an Lord Liszt erwähnt. All den Helden aus der Familie Zürn/Horn steht jeweils eine starke Frau zur Seite, die auf leise Art und Weise die Familie zusammenhält und mitunter auch den wirtschaftlichen Ruin verhindert.
Zwischen Jenseits der Liebe und Seelenarbeit kam die Novelle Ein fliehendes Pferd (1978) heraus. Helmut Böttiger bezeichnete sie als „eine Übung in der kleinen Form, die alle gesellschaftlichen Grübeleien und politische Selbstzerfleischung ausblendet und in klassischer Psychologie die Midlife-Crisis umkreist - eine eindeutig mehrheitsfähige Prosa, den Maßstäben landläufiger Kritik entsprechend.“ Doch völlig fern liegt diese „Übung in der kleinen Form“ den Hauptthemen Walsers in den 1970er und 1980er Jahren nicht: Helmut Halm, die Hauptperson der Novelle, macht zwar nur Urlaub am Bodensee und gehört nicht zur Familie Zürn/Horn. Er hat aber sein Urlaubsquartier in einer Einliegerwohnung in Gottlieb Zürns Haus – das wiederum demjenigen Walsers in Nußdorf nachgebildet ist. Halm erlebt im Beruf oft Ähnliches wie die Herren Zürn oder Horn aus der Bodenseeregion; der Hauptfeind im Lehrerzimmer heißt Kiderlen. Auch Halm konstatiert außerdem, dass sich Außenstehende oft in ihrer Vorstellung, die sie sich von ihm, Halm, machen, komplett täuschen. Im Gegensatz zu Xaver Zürn, der sein eigenes Selbstbild zu verlieren droht, genießt Halm diese Situation aber und baut sie sogar immer weiter aus. Helmut Halm erscheint noch einmal als Hauptperson eines Walser-Romans. In Brandung (1985) erlebt er, mittlerweile 55-jährig, in den USA wiederum seine Midlife-Crisis und eine Liebschaft zu einer viel jüngeren Frau.
In der Phase, in der Walser diese Bücher konzipierte und schrieb, wurde, wie Böttiger schrieb, „eine neue Weichenstellung vorgenommen, von der Ich-Perspektive zum auktorialen Erzählen.“ Walser habe damals „formal Distanz zu seinem Stoff, den inneren Komplikationen des aufstiegswilligen bundesdeutschen Kleinbürgertums“, gewonnen.
Böttiger, der sich über Walsers Tagebücher aus den Jahren 1974 bis 1978 äußerte, stellte fest: „Immer wieder artikuliert der Tagebuchschreiber seine Gefühle von Ohnmacht, von Verzweiflung - »Können Herrschende lesen?« -, und es stellt sich assoziativ ein Zusammenhang her zu seiner alemannischen Existenz [...]“
Insbesondere von einer großen Kränkung waren Walsers Gedanken ab 1976 beherrscht: dem radikalen Verriss seines Romans Jenseits der Liebe durch Marcel Reich-Ranicki. Böttiger erläutert, Walser habe in den 1970er Jahren zu einer neuen Haltung gefunden: „dann und wann setzt sich der Autor ungeschützt seinen Aggressionen und Konkurrenzgefühlen aus. Immer aber stilisiert er sich durch das Schreiben und entwirft die Souveränität einer Schriftsteller-Haltung, die das Erlebte sofort in einen fiktionalen Kosmos einbaut.“ Walser habe damals den kruden Weltläufen ein „durchaus narzisstisch genossenes Dichter-Ich“ entgegengesetzt und die vernichtende Kritik an Jenseits der Liebe habe den Anschein erweckt, diese Möglichkeit zu zerstören. Doch Walser habe, so Böttiger, eine Katharsis durchlaufen. Magenau weist allerdings darauf hin, dass z. B. die Figur des Gottlieb Zürn in den Tagebüchern schon 1963 angelegt war: „Zürn war, als er in die Öffentlichkeit entlassen wurde, ein seit langem vertrauter Gesprächspartner.“

## Rezeption

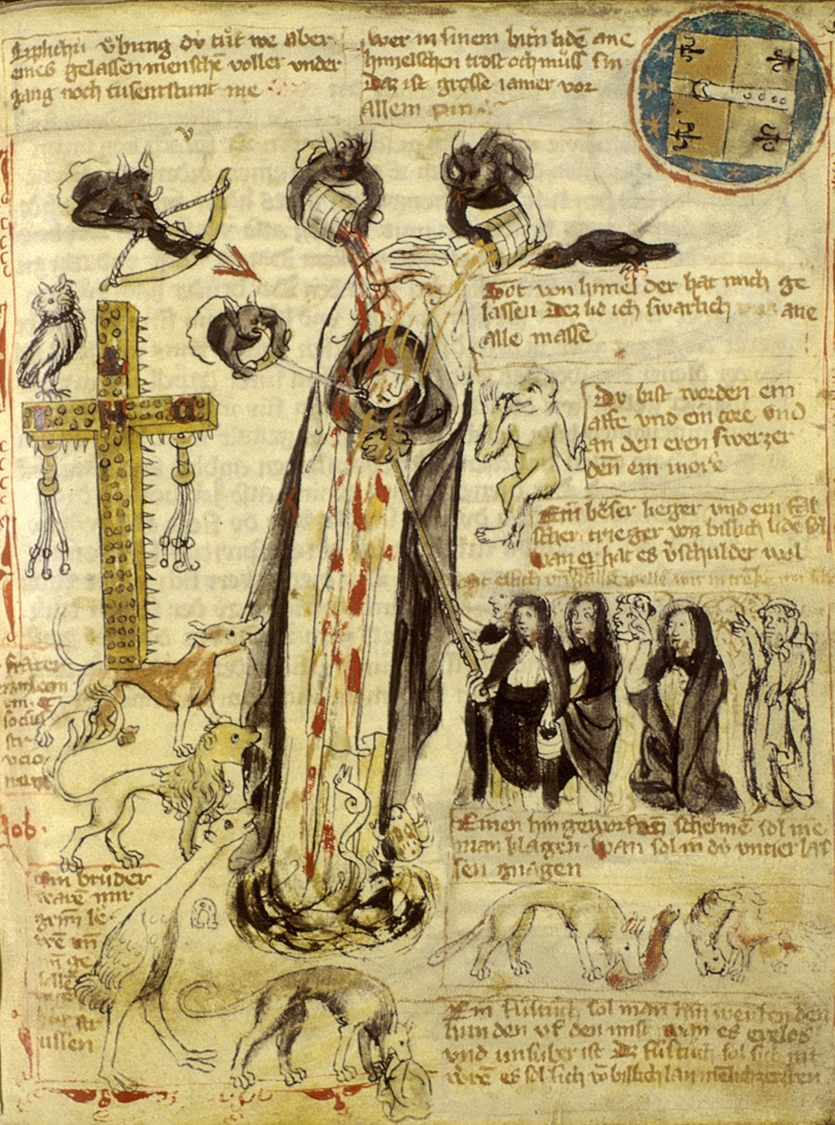
Der gefolterte Seuse

Rolf Becker reagierte in seiner Rezension im Spiegel auf eine vollmundige Verlagspropaganda mit den Sätzen: „Genügt es nicht, zu sagen, daß „Seelenarbeit“ wieder mal guter, gescheiter, witziger Walser ist? Vielleicht ein Walser, der eine Spur melancholisch-gelassener, fast etwas wurschtig, mit noch mehr Galgenwitz seine Geschichte von den Verhältnissen und den Menschen fortschreibt, die nicht so sind, wie sie sein sollten.“ Insgesamt besprach Becker den Roman sehr positiv: „Ein Erzähler, souverän in der Beherrschung seiner beträchtlichen Mittel, bebaut sein Terrain, das geographische und soziale wie das ihm eigentümliche Motiv-Gelände. Wir sind auf vertrautem Boden, und das muß ja kein ausgetretener Pfad sein, das ist in diesem Fall immer noch fruchtbares Land.“ Walser habe „seine traurig-komische Versager- und Verlierer-Geschichte samt ihren gesellschaftskritischen Aspekten noch nie so locker und entspannt erzählt wie in diesem, seinem siebten Roman.“ Becker merkte lediglich kritisch an, dass ihm Zürns differenziertes Innenleben und seine Bemerkungen etwa über das Klavierspiel seiner Frau und seiner Töchter nicht unbedingt milieugerecht erschienen.
Anthony Edward Waine legte sein Hauptaugenmerk auf Walsers politische Positionierung, als er erklärte: „Even though Walser had distanced himself from the West German Communist Party by the mid-1970s, his class-based analysis of German society can be sensed in novels such as Seelenarbeit (1979) as well as later ones, and one also senses his belief that individuals can learn to liberate themselves from class fetters.“
Magenau hingegen ordnete Seelenarbeit unter die „bodenseehaltigsten Walser-Romane“ ein und berichtete, Lektorin Elisabeth Borchers habe gar den Titel „Heimatroman“ für das Buch vorgeschlagen, „so prägend ist das landschaftliche Terrain für den Fahrer Xaver Zürn.“ Er wies auf Walsers Wertschätzung der Heimat hin, auch des Dialektalen, und darauf, dass Heinrich Seuse für Walser „Inbegriff und Ausbund des Hiesigen“ sei, und erklärte: „Seuse singt den Schmerz. Das ist, wenn man es nur etwas weniger lyrisch formuliert, auch Walsers literarisches Programm. Seine Romane sind Antworten auf »Zugefügtes«.“

## Ausgabe
- Martin Walser, Seelenarbeit, suhrkamp taschenbuch 1983, ISBN 3-518-37401-X